# Nitzavim
Nitzavim, Nitsavim, ou Netzavim (ניצבים — héb. pour « debout », le second mot et premier significatif de la parasha) est la 51e section hebdomadaire du cycle annuel de lecture de la Torah et la huitième du Livre du Deutéronome.
Elle correspond à Deutéronome 29:9-30:20. Les Juifs de la Diaspora la lisent généralement en septembre ou au début d'octobre. La parashat Nitzavim est toujours lue le Sabbath qui précède immédiatement Rosh Hashana.
Le calendrier juif semi-lunaire comprend jusqu'à 54 semaines, le nombre exact variant selon les années, "pleines" ou "défectives". Dans les années avec plus de semaines (par exemple, 2008, 2012 et 2015), la parashat Nitzavim est lue indépendamment. Dans les années avec moins de semaines (par exemple, 2007, 2009, 2010, 2011, 2013 et 2014), la lecture de la Torah combine cette parasha et la suivante, Vayelekh, afin d'atteindre le nombre de lectures hebdomadaires requis.

## Résumé
Moïse s'adresse aux enfants d'Israël, debout en ce jour devant YHWH leur Dieu, renouvelle l'alliance entre Dieu et Son peuple, et promet un sort pareil à Sodome et Gomorrhe à la terre de ceux qui se détourneraient de Lui. Cependant, même la pire des punitions, l'exil, aura une fin et Dieu ramènera Son peuple dans l'allégresse. La Torah n'est ni dans les cieux, ni dans la mer, il est possible de l'accomplir. Devant le choix qui s'offre à soi, entre la vie et la mort, il faut choisir la vie.

### Divisions de la parasha lors de la lecture complète
La lecture de la parasha à la synagogue le sabbath est traditionnellement divisée en sept sections, pour lesquelles un membre différent de la congrégation est appelé à lire. La première lecture, le rishon, échoit traditionnellement à un cohen, la seconde, appelée sheni, à un levi, les suivantes à un israël (ni cohen ni levi). La septième section comporte une sous-section, le maftir, qui est lu par la personne qui lira ensuite la haftara.
Les sections de la parashat Nitzavim sont:
- rishon:
- sheni:
- shlishi:
- revi'i:
- hamishi:
- shishi:
- shevi'i:
  - maftir:

### Divisions de la parasha lors de la lecture abrégée
Une lecture publique de la parasha fut instaurée par Ezra le Scribe le lundi et le jeudi à la synagogue. Cette lecture, sensiblement plus courte, ne comprend que trois sections, la première réservée au cohen, la seconde au levi, la troisième à un israël
- Section du cohen: Devarim[3]
- Section du levi: Devarim[3]
- Section de l'israël: Devarim[3]

### Maqam
Un maqam est un système de modes musicaux utilisé dans la musique arabe mélodique classique. Les juifs originaires des pays orientaux (Afrique du Nord, Syrie) s'en sont inspirés, et adaptent la mélodie de la liturgie du Shabbat en fonction du contenu de la parasha de cette semaine. Ils emploient 10 maqam différents, possédant chacun son usage propre.
Le maqam utilisé lors du sabbath au cours duquel on lit la parashat Nitzavim est le Maqam Nawah, car la parashat Nitzavim coïncide souvent avec la fin de l'année hébraïque.

## Commandements
La Torah comporte, selon la tradition rabbinique, 613 prescriptions. Différents sages ont tenté d'en établir un relevé dans le texte biblique.
Selon l'un de ces computs les plus célèbres, le Sefer Hamitzvot de Moïse Maïmonide, il n'y a aucune prescription dans cette parasha. Le Sefer HaHinoukh en mentionne deux positives, mais il semble ignorer la division entre la parashat Nitsavim et la parashat Vayelekh; les deux prescriptions qu'il mentionne figurent en réalité dans Vayelekh.

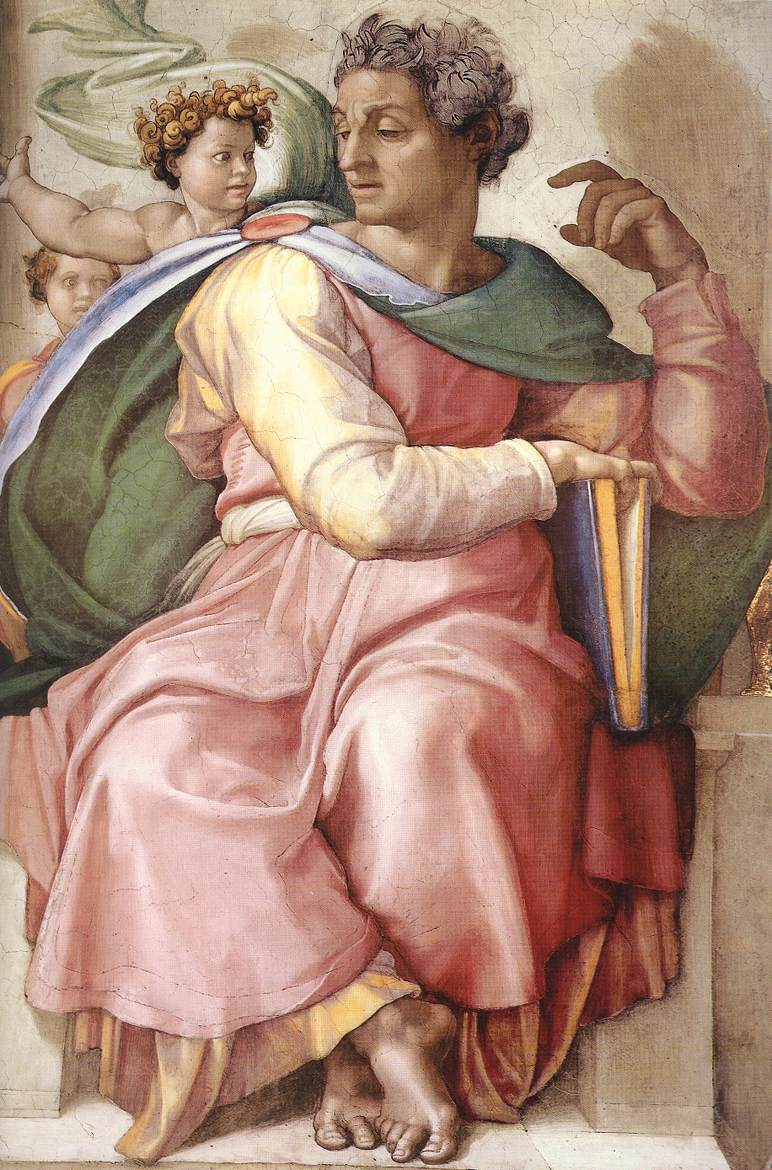
Isaïe (fresque de Michelangelo)

## Haftara
La haftara est une portion des livres des Neviim ("Les Prophètes") qui est lue publiquement à la synagogue après la lecture de la Torah. Elle présente généralement un lien thématique avec la parasha qui l'a précédée.
La haftara pour la parashat Nitzavim est Isaïe 61:10–63:9. Elle ne fait pas immédiatement référence à la parasha, mais à la consolation du peuple à la suite de la destruction des Temples. C'est la septième et dernière des sept haftarot de consolation, aboutissant à Rosh Hashana, le Nouvel An juif.